# Kamener Flachwellenland
Als Kamener Flachwellenland wird die terrassierte Senke der Seseke und ihrer linken Nebenbäche östlich, südwestlich und nordwestlich von Kamen, Kreis Unna, Westfalen, bezeichnet. Sie stellt den nordwestlichsten Teil der Unterbörden der Haupteinheit Hellwegbörden im Süden der Westfälischen Bucht dar und verlängert die Soester Unterbörde nach Westen.
Die flachwellige Landschaft stellt eine Verbindung zwischen dem Dortmunder Hellwegtal im Süden und dem Mittleren Lippetal im Nordwesten her. Sie separiert ferner die Derner Höhe im südlichen Westen vom Kern-Höhenzug des Kamener Hügellandes im Nordosten. Das mit einer Lösslehmschicht wechselnder Mächtigkeit bedeckte Land wird überwiegend ackerbaulich genutzt, beinhaltet aber, vor allem im Westen, wo der Dortmunder Stadtbezirk Scharnhorst erreicht wird, auch dichte Wohnsiedlungen des Ballungsraumes Ruhrgebiet.

## Lage und Grenzen
Das Kamener Flachwellenland zieht sich, beginnend im äußersten Westen der Gemarkung Werls bzw. des Kreises Soest (Westhilbeck) am Lauf der Seseke und ihrer südlichen Nebentäler im Kreis Unna von Flierich und Bramey-Lenningsen im Süden Bönens über den Ortsteil Heeren-Werve sowie Kern- und Südstadt Kamens (plus Unna-Afferde) und die westlichen Ortsteile Westick, Kaiserau, Wasserkurl und Methler zum Lünener Süden mit Niederaden, Horstmar und der eigentlichen Südstadt.
Den Südwesten nimmt der nordöstliche Dortmunder Stadtbezirk Scharnhorst (ohne äußersten Süden und Westen) ein. Von hier kommt auch der Körnebach als mit Abstand wichtigster Zufluss der Seseke.

## Benachbarte Naturräume
Folgende Naturräume grenzen an das Kamener Flachwellenland (alle gehören, soweit nicht anders dokumentiert, zur Haupteinheit Hellwegbörden):
- Kamener Hügelland mit Bergkamener Höhen (Norden) und Braamer Höhen (äußerster Nordosten)
- Soester Unterbörde (äußerster Osten)
- Werl-Unnaer Börde (äußerster Südosten)
- Dortmunder Hellwegtal (Süden)
- Derner Höhe (südlicher Westen)
- (Oer-)Waltroper Flachwellen (nördlicher Westen) – Emscherland
- Mittleres Lippetal (Nordwesten) – Kernmünsterland